# Enrico Baj

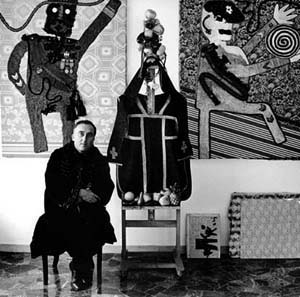
1964

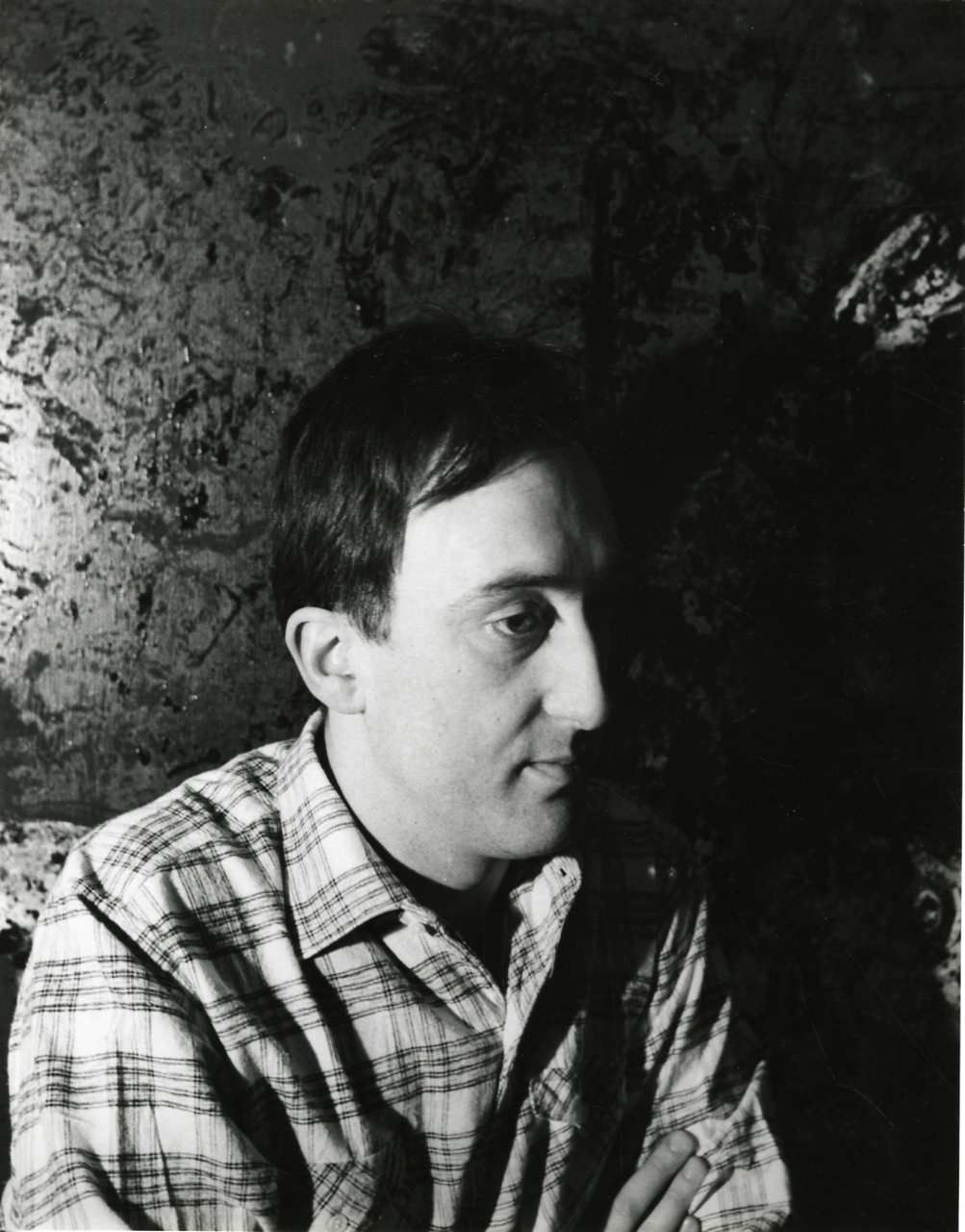
Enrico Baj, 1955.

Enrico Baj (* 31. Oktober 1924 in Mailand; † 16. Juni 2003 in Vergiate) war ein italienischer Maler, Bildhauer, Kunsttheoretiker und Anarchist.

## Leben
Baj wurde in eine wohlhabende Familie geboren, verließ Mailand aber 1944, da er mit den Staatsbehörden Konflikte eingegangen war und zudem nicht der Wehrpflicht in der faschistischen Armee nachkommen wollte. Baj studierte an der juristischen Fakultät der Mailänder Universität und an der Brera-Kunstakademie. 1951 gründete er mit Sergio Dangelo eine Künstlergruppe gegen Atomkrieg. Baj war Herausgeber des „Movimento Nucleare“, des „Manifesto della pittura nucleare“ und des „Contro lo Stile“ sowie (mit Jorn) der Zeitschrift „Il Gesto“. Er förderte zeitlebens die anarchistische Bewegung und starb 2003 im italienischen Vergiate.

## Werk
Baj war einer der wenigen Vertreter der italienischen Avantgarde. Viele seiner Werke zeigen eine fast obsessive Beschäftigung mit dem Atomkrieg. Er schuf Drucke, Skulpturen und vor allem Collagen. Er zeigte Nähe zum Surrealismus und Dadaismus und wurde später mit der Pop Art in Verbindung gebracht. Seine schriftlichen Werke werden der Avantgarde zugeordnet. Dabei arbeitete er mit Umberto Eco und anderen zusammen. Seit Mitte der 60er Jahre war er Mitglied im Collège de ’Pataphysique, setzte gravierende Beiträge innerhalb dessen Aktivitäten und Publikationen und wurde 2002 zum Rang eines Transzendenten Satrapen erhoben, wie vor ihm bereits beispielsweise Marcel Duchamp und Max Ernst. Sein bekanntestes Werk ist eine Serie von „Generalen“; absurd überzeichneten Figuren, die aus Objet trouvé wie Gürteln und Medaillen gefertigt waren.
1972 wurde die Ausstellung eines seiner Hauptwerke Funerali dell’anarchico Pinelli (Begräbnis des Anarchisten Pinelli) nach dem Mord an einem Polizeioffizier, der für Pinellis Tod verantwortlich gemacht wurde, verboten. Das Bild ist eine Reverenz an Carlo Carràs berühmtes Gemälde Funerali dell’anarchico Galli. Bajs Werk blieb politisch. In seinen letzten Jahren schuf er eine Protestserie gegen die Wahl Silvio Berlusconis.

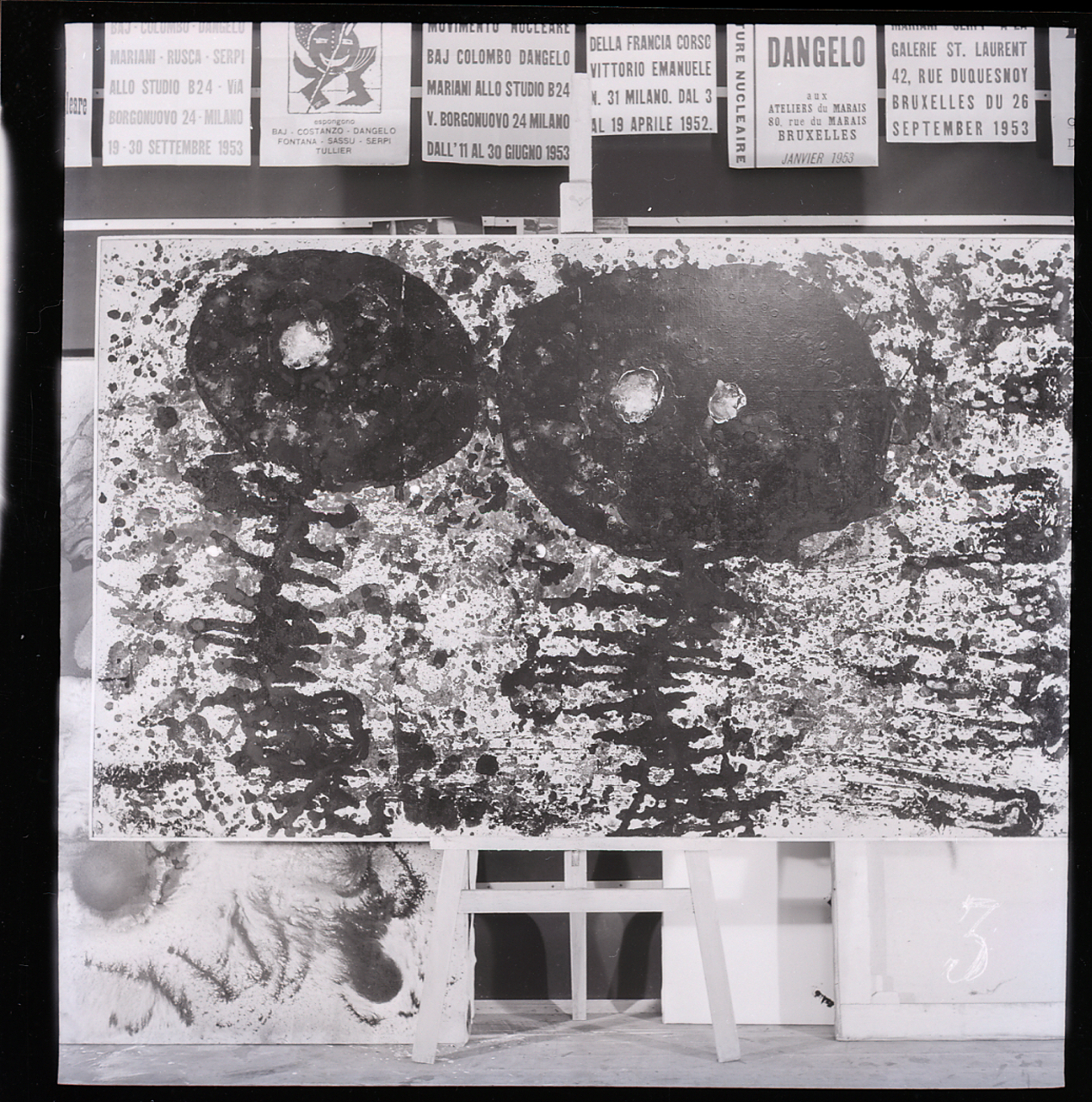